# Dilobocondyla selebensis
Dilobocondyla selebensis é uma espécie de formiga do gênero Dilobocondyla, pertencente à subfamília Myrmicinae.